# Улица Антонова-Овсеенко (Москва)
У́лица Анто́нова-Овсе́енко — улица в Центральном административном округе города Москвы на территории Пресненского района. Расположена между Первым Красногвардейским проездом и улицей Подвойского. Имеет пересечение со Шмитовским проездом. Нумерация домов начинается от Первого Красногвардейского проезда.

## Происхождение названия
Названа 5 апреля 1965 года в честь Владимира Александровича Антонова-Овсеенко, советского партийного деятеля, дипломата.

## Транспорт
Ближайшие станции метро —  Деловой центр,  Деловой центр,  Деловой центр,  Москва-Сити,  Шелепиха.
Железнодорожный транспорт —  Москва-Сити,  Шелепиха,  Тестовская (Москва-Сити),  Москва-Сити.